# Campionato europeo della montagna 2017
Il Campionato europeo della montagna 2017 è stata la sessantasettesima edizione del Campionato europeo della montagna, manifestazione organizzata annualmente dalla Federazione Internazionale dell'Automobile e si è svolta tra il 23 aprile e il 17 settembre 2017 su dodici tappe disputatesi in altrettante differenti nazioni.
Detentori dei titoli 2016 erano l'italiano Simone Faggioli, che si aggiudicò la classifica finale nella Categoria II e il serbo Nikola Miljković, vincitore in Categoria I.
Il campione uscente Simone Faggioli vinse il suo decimo titolo continentale nella Categoria II, il nono consecutivo e il quarto al volante della Norma M20 FC-Zytek, al termine di un avvincente testa a testa con il connazionale Christian Merli, alla guida di una Osella FA30 motorizzata Fortech, distanziato di soli 12,5 punti in classifica generale. I due contendenti si sono infatti equamente divisi tutti i successi di tappa ed entrambi hanno sempre vinto i rispettivi gruppi di appartenenza; fu decisiva la tappa francese di Mont Dore, quartultimo appuntamento della stagione, dove Faggioli totalizzò il massimo dei punti nel suo gruppo (25) mentre Merli dovette accontentarsi del punteggio dimezzato in quanto vi furono soltanto due partenti nel gruppo E2-SS.
Nella Categoria I la vittoria finale andò invece  all'austriaco "Tessitore", all'anagrafe Erich Weber, su Porsche 997 GT3 Cup e nelle ultime 4 gare su Audi R8 LMS GT3.

## Calendario prove
Il campionato era costituito da dodici appuntamenti da disputarsi in altrettante differenti nazioni.
| Tappa | Data         | Gara                                                          | Sede                      | Vincitore assoluto                        |
| ----- | ------------ | ------------------------------------------------------------- | ------------------------- | ----------------------------------------- |
| 1     | 23 aprile    | Rechbergrennen 2017                                           | Tulwitz Austria           | Christian Merli - Osella FA30 Evo-Fortech |
| 2     | 7 maggio     | 38ª Rampa Internacional da Falperra                           | Braga Portogallo          | Simone Faggioli - Norma M20 FC-Zytek      |
| 3     | 14 maggio    | 46ª Subida Internacional al Fito                              | Arriondas Spagna          | Christian Merli - Osella FA30 Evo-Fortech |
| 4     | 4 giugno     | Ecce Homo Šternberk 2017                                      | Šternberk Rep. Ceca       | Simone Faggioli - Norma M20 FC-Zytek      |
| 5     | 11 giugno    | 22. Internationales ADAC Glasbachrennen                       | Bad Liebenstein Germania  | Christian Merli - Osella FA30 Evo-Fortech |
| 6     | 2 luglio     | 67ª Trento-Bondone                                            | Trento Italia             | Simone Faggioli - Norma M20 FC-Zytek      |
| 7     | 16 luglio    | 9th Hill Climb Limanowa                                       | Limanowa Polonia          | Christian Merli - Osella FA30 Evo-Fortech |
| 8     | 23 luglio    | Dobšinský kopec 2017                                          | Dobšiná Slovacchia        | Simone Faggioli - Norma M20 FC-Zytek      |
| 9     | 13 agosto    | 57éme Course de Côte Mont-Dore - Chambon-sur-Lac              | Chambon-sur-Lac Francia   | Christian Merli - Osella FA30 Evo-Fortech |
| 10    | 20 agosto    | 74ème Course de Côte Internationale St-Ursanne – Les Rangiers | Saint-Ursanne Svizzera    | Simone Faggioli - Norma M20 FC-Zytek      |
| 11    | 3 settembre  | 23. GHD Petrol Ilirska Bistrica                               | Ilirska Bistrica Slovenia | Simone Faggioli - Norma M20 FC-Zytek      |
| 12    | 17 settembre | 36. Buzetski dani                                             | Buzet Croazia             | Christian Merli - Osella FA30 Evo-Fortech |

## Classifiche

### Sistema di punteggio
Per ogni Gruppo vengono assegnati punti ai primi dieci classificati nel seguente ordine: 25-18-15-12-10-8-6-4-2-1 e se vi sono 3 o meno iscritti, il punteggio viene dimezzato. Vengono inoltre scartati i due peggiori risultati ottenuti, di cui uno nelle prime sei gare e uno nelle seconde sei.
I punti conquistati nei rispettivi gruppi saranno validi per il conseguimento della posizione in classifica generale, a prescindere dal risultato ottenuto a livello assoluto in ciascun appuntamento.
In caso di parità perfetta tra concorrenti (stessi punti a fine stagione e stessi risultati per ogni gara), non vi sarà un'ulteriore criterio di separazione, per cui tali piloti verrebbero dichiarati tutti vincitori ex aequo.

### Categoria I[17]
| Pos. | Pilota                  | Vettura                               | Gruppo e classe | REC  | FAL  | FIT  | ECC  | GLA  | TRE | LIM  | DOB | MON  | URS | ILI  | BUZ | Punti |
| ---- | ----------------------- | ------------------------------------- | --------------- | ---- | ---- | ---- | ---- | ---- | --- | ---- | --- | ---- | --- | ---- | --- | ----- |
| 1    | "Tessitore"             | Porsche 997 GT3 Cup e Audi R8 LMS GT3 | GT +3000        | 18   | 15   | 25   | 12   | 15   | 0   | 0    | 25  | 10   | 25  | 25   | 15  | 185   |
| 2    | Tomáš Vavřinec          | Mitsubishi Lancer Evo IX              | N +3000         | 15   | 0    | 12,5 | 15   | 25   | 15  | 18   | 0   | 12,5 | 18  | 25   | 18  | 174   |
| 3    | Lukáš Vojáček           | Subaru Impreza WRX STi                | A +3000         | 18   | 12,5 | 25   | 12,5 | 12,5 | 0   | 0    | 25  | 12,5 | 0   | 25   | 25  | 168   |
| 4    | Ján Miloň               | BMW Z4 GT3                            | GT +3000        | 12   | 12   | 15   | 18   | 18   | 0   | 12,5 | 18  | 0    | 18  | 18   | 25  | 166,5 |
| 5    | Martin Jerman           | Lamborghini Gallardo GT3              | GT +3000        | 15   | 10   | 18   | 10   | 12   | 0   | 0    | 15  | 8    | 15  | 15   | 18  | 136   |
| 6    | Jaromír Malý            | Mitsubishi Lancer Evo X               | A +3000         | 25   | 0    | 0    | 25   | 18   | 0   | 15   | 18  | 0    | 0   | 0    | 0   | 101   |
| 7    | Shkelzen Lajçi          | Mitsubishi Lancer Evo IX              | N +3000         | 12   | 0    | 0    | 18   | 15   | 0   | 0    | 0   | 0    | 0   | 18   | 25  | 88    |
| 8    | Philippe Schmitter Frey | Lamborghini Gallardo FL2 GT3          | GT +3000        | 0    | 18   | 0    | 15   | 25   | 0   | 0    | 0   | 15   | 0   | 0    | 0   | 73    |
| 9    | Lucio Peruggini         | Ferrari 458 GT3                       | GT +3000        | 25   | 0    | 0    | 0    | 0    | 25  | 0    | 0   | 0    | 0   | 0    | 0   | 50    |
| 10   | Laszlo Hernadi          | Mitsubishi Lancer Evo IX R4           | S2000           | 12,5 | 0    | 0    | 12,5 | 0    | 0   | 0    | 0   | 0    | 0   | 12,5 | 9   | 46,5  |

### Categoria II[17]
| Pos. | Pilota           | Vettura              | Gruppo e classe | REC | FAL | FIT | ECC | GLA | TRE | LIM | DOB | MON  | URS | ILI | BUZ | Punti |
| ---- | ---------------- | -------------------- | --------------- | --- | --- | --- | --- | --- | --- | --- | --- | ---- | --- | --- | --- | ----- |
| 1    | Simone Faggioli  | Norma M20 FC-Zytek   | E2-SC 3000      | 0   | 25  | 25  | 25  | 25  | 25  | 0   | 25  | 25   | 25  | 25  | 25  | 250   |
| 2    | Christian Merli  | Osella FA30-Fortech  | E2-SS 3000      | 0   | 25  | 25  | 25  | 25  | 25  | 25  | 25  | 12,5 | 25  | 0   | 25  | 237,5 |
| 3    | Andrea Bormolini | Osella PA20/S        | CN 3000         | 0   | 25  | 12  | 25  | 25  | 0   | 25  | 25  | 0    | 25  | 25  | 25  | 212   |
| 4    | Dan Michl        | Lotus Elise          | E2-SH 3000      | 25  | 0   | 0   | 25  | 18  | 25  | 15  | 25  | 0    | 25  | 25  | 25  | 208   |
| 5    | Stefano Crespi   | Osella PA21 Evo      | CN 2000         | 18  | 15  | 18  | 18  | 0   | 18  | 15  | 15  | 0    | 18  | 18  | 18  | 171   |
| 6    | Marco Capucci    | Osella PA21 Evo      | CN 2000         | 25  | 18  | 25  | 15  | 18  | 0   | 18  | 18  | 0    | 0   | 15  | 15  | 167   |
| 7    | Fausto Bormolini | Reynard K02-Cosworth | E2-SS 3000      | 12  | 15  | 18  | 15  | 15  | 0   | 15  | 15  | 0    | 18  | 18  | 15  | 156   |
| 8    | Vladimír Vitver  | Audi TT-R DTM        | E2-SH +3000     | 0   | 25  | 25  | 18  | 25  | 18  | 10  | 0   | 12,5 | 12  | 0   | 0   | 145,5 |
| 9    | Petr Trnka       | Ligier JS53 Evo2     | E2-SC 2000      | 8   | 10  | 10  | 8   | 8   | 0   | 18  | 12  | 0    | 15  | 10  | 15  | 114   |
| 10   | Miloš Beneš      | Osella FA30-Zytek    | E2-SS 3000      | 15  | 0   | 0   | 0   | 18  | 0   | 18  | 18  | 0    | 0   | 25  | 18  | 112   |